# Ickham and Well
Ickham and Well är en civil parish i grevskapet Kent i sydöstra England. Den ligger i distriktet Canterbury och utgörs av orten Ickham samt byn Bramling. Civil parishen hade 441 invånare vid folkräkningen år 2021.